# コンドロイチン-グルクロン酸 5-エピメラーゼ
コンドロイチン-グルクロン酸 5-エピメラーゼ(Chondroitin-glucuronate 5-epimerase、EC 5.1.3.19)は、以下の化学反応を触媒する酵素である。
コンドロイチン-D-グルクロン酸{\displaystyle \rightleftharpoons }コンドロイチン-L-イズロン酸
従って、この酵素の基質はコンドロイチン-D-グルクロン酸のみ、生成物はコンドロイチン-L-イズロン酸のみである。
この酵素は異性化酵素、特に炭水化物及びその誘導体に作用するラセマーゼ、エピメラーゼに分類される。系統名は、コンドロイチン-D-グルクロン酸 5-エピメラーゼ(chondroitin-D-glucuronate 5-epimerase)である。この酵素は、コンドロイチン硫酸の生合成に関与している。